# Linjeblockering
Linjeblockering är en teknisk lösning som används inom säkerhetssystemet för järnvägstrafik som förhindrar att två tåg eller spårvagnar kommer in på samma spårsträcka. Linjeblockeringens ursprungliga syfte var främst att hindra efterföljande tåg från att komma för nära ett framförvarande tåg på samma spårsträcka och att hindra mötande tåg från att komma in på sträckan. På senare år har syftet även varit att öka spårkapaciteten genom att låta tågen gå tätare. Manuell linjeblockering innebär att en stationssträcka frigörs manuellt av en tågklarerare på en station.

## Historik

### Sverige
Manuell linjeblockering förekommer ej längre i Sverige. Det finns ett manuellt system som kallas tåganmälan; tågklareraren kan dock inte hindra ett tåg från att köra in från den bortre änden av stationssträckan signalmässigt med detta. Numera används automatisk linjeblockering i stor omfattning. När flera stationer längs en linje med automatisk linjeblockering fjärrstyrs från en central plats kallas detta fjärrblockering. Utbyggnaden av fjärrblockering på Trafikverkets järnvägsnät har i stor utsträckning skett under 1970- och 1980-talen. Stationer som endast har automatisk linjeblockering, men inte fjärrblockering, måste vara bemannade. Detta är mycket vanligt på den europeiska kontinenten men har blivit allt ovanligare i Sverige.
I början av 2000-talet blev järnvägen konkurrenskraftigare, varpå det blev uppenbart att spårkapaciteten behövde ökas. Linjeblockering med korta spåravsnitt som möjliggör tätare tågföljder blev då en viktig möjlighet. ERTMS med rullande linjeblockering infördes i Sverige först på Botniabanan från 2010 och på övriga stamnätet till 2020. Det finns i drift i vissa andra länder sedan 2005.

## Typer av linjeblockering
Det finns tre typer av linjeblockering:

### Linjeblockering på hela stationssträckan
Hela linjen mellan två stationer utgör den spårsträcka som blockeras. Ett efterföljande tåg får ej köra ut på linjen förrän det framförvarande kommit fram till nästa station.

### Stationssträcka med flera blocksträckor
Linjen mellan två stationer kallas bevakningssträcka som delas upp i blocksträckor. Dessa är vanligen 2-5 km långa. Vid varje blockgräns finns blocksignaler som talar om för föraren om blocksträckan är fri, men vid korta blocksträckor även om nästa blocksträcka är fri. Om blocksträckorna är långa har man i stället en försignal några kilometer före nästa blockgräns som varnar för att nästa signal kan visa rött, så att inbromsning måste påbörjas. För att avgöra om en blocksträcka är fri används en spårledning utmed hela blocksträckan. Spårledningen kortsluts om någon vagnsaxel befinner sig på spåret. Därmed kan säkerhetssystemet ge rätt signalbesked. Denna typ av linjeblockering är vanligtvis kombinerad med automatisk tågstyrning (Automatic Train Control - ATC). ATC har fler funktioner än optiska ljussignaler, som endast ger information om start och stopp eller att stopp väntas längre fram. Via baliser i spåret sänds information till tåget där förarpanelens inbyggda dator kombinerar signalen från balisen med information om tågets egenskaper och räknar om det till en högsta tillåten hastighet. Dessutom startar ATC automatiskt en inbromsning av tåget om föraren överskrider högsta tillåtna hastighet eller passerar en stoppsignal utan reagera. De optiska signalerna kan endast ange 80 km/t, 40 km/t eller stopp. För andra hastigheter, som skiftar efter banan, finns hastighetstavlor. Dessa är också övervakade av ATC.

### Korta och många blocksträckor
I det nya europeiska standardiserade säkerhetssystemet ERTMS (European Rail Traffic Management System) är kostnaden för varje blocksträcka avsevärt lägre än vid den traditionella fjärrblockeringen med ATC. Baliserna, som är enkla, sänder endast sin position till tåget. Tåget sänder positionen vidare via ett separat GSM-nät, speciellt avsett för tåg (GSM-R) till en radioblockcentral (RBC), där en dator kontrollerar var varje tåg befinner sig. Radioblockcentralen beräknar då en hastighetsprofil för den närmaste sträckan framför tåget. Denna profil återrapporteras tillbaka till tåget och visas grafiskt på förarens bildskärm. Baliserna är billiga, optiska signaler behövs ej och i den mest avancerade nivån behövs ej heller spårledningar. Detta betyder att blocksträckorna blir billiga och kan göras fler och kortare. Föraren upplever att hastighetsprofilen (movement authority) "rullar" framåt utmed spåret. Resultatet blir att tågen kan köra ännu tätare.
Även med ATC kan man ha många korta blocksträckor, även om det blir dyrare. ERTMS är billigare att nyinstallera längs banan, men blir dock väldigt dyrt att införa i fordonen, eftersom fungerade utrustning byts ut mot ny. Kortast motsvarande blocksträckor i Sverige finns i centrala Stockholm där de är ned till 250 m långa.

## Fjärrblockering
Fjärrblockering innebär att den automatiska linjeblockeringen fjärrstyrs. I Sverige finns ett fåtal centraler som fjärrstyr alla banor inom sitt distrikt. Den första järnvägen i Sverige med fjärrblockering var Saltsjöbanan där detta infördes redan 1936 (då under benämningen CTC - Centralized Traffic Control). I Sverige finns fjärrblockering på nästan alla sträckor med automatisk linjeblockering.